# Xenia depressa
Xenia depressa is een zachte koraalsoort uit de familie Xeniidae. De koraalsoort komt uit het geslacht Xenia. Xenia depressa werd in 1909 voor het eerst wetenschappelijk beschreven door Kükenthal. 